# 최병렬 (정치인)
최병렬(崔秉烈, 1938년 9월 16일 ~ 2022년 12월 2일)은 대한민국의 정치인이다. 그의 호는 우벽(祐碧)이다.

## 생애
서울대학교 법과대학을 졸업한 뒤 1959년 한국일보 기자로 입사하면서 기자 생활을 시작했으며, 4년 뒤인 1963년 조선일보로 옮겨 기자 생활을 이어갔다. 1980년 편집국장으로 선임되었고 1983년에는 조선일보 이사에 선임되었다. 조선일보 이사로 근무하던 1985년 민주정의당의 공천을 받아 제12대 국회의원 선거에 출마, 전국구 의원으로 당선되며 정계에 입문하였다.
1987년 열린 제13대 대통령 선거에서 민주정의당 후보로 출마한 노태우 후보의 캠프에서 일하며 그의 당선에 기여했다. 민주정의당의 정책연구소 정세분석실장을 역임하였으며, 1988년 2월 노태우 정부 출범 이후 대통령비서실 정무수석비서관에 임명되었다. 정무수석비서관 재임 시기 전두환을 비롯한 5공화국 인사들의 정치적 단죄를 주도하였으며, 5공 청문회를 개최하여 전두환을 국회로 소환하였다. 노태우 정부 하에서 문화공보부 장관, 국정홍보처 장관, 노동부 장관을 잇따라 역임하였다. 1990년 3당 합당 후 1992년 제14대 대통령 선거에서 김영삼 캠프로 들어가며 상도동계에 편입되었다. 3당 합당 이후 YS의 측근이 된 이들을 '신민주계' 로 부른다. 김영삼 후보는 제14대 대통령으로 당선되었다.
1994년 11월 서울특별시장으로 임명되며 마지막 관선직 서울특별시장을 지냈다. 이듬 해 6월 첫 선출직 자치단체장 선거가 실시되면서 1995년 6월 30일 퇴임하였으며, 퇴임 하루 전인 6월 29일 삼풍백화점 붕괴사고가 발생하여 조순 서울시장 당선인과 함께 현장을 찾아 구조상황을 점검하고 진두지휘하였다. 서울시장 사퇴 이듬 해인 1996년 제15대 총선에서 서초갑 국회의원으로 당선되며 국회에 재입성하였으며, 1997년 제15대 대통령 선거에서 신한국당 경선 후보로 출마하였으나 6위로 낙선하였다. 낙선 이후 이회창 캠프에서 활동하였으나, 이회창 후보가 대선에서 낙선하면서 한나라당은 야당이 되었다.
대선 이듬 해 열린 제2회 전국동시지방선거에서 서울특별시장로 후보로 출마해 서울시장직에 재도전하였으나, 새정치민주회의 후보로 출마한 고건에게 밀려 정치인생 첫 낙선을 경험했다. 그러나 1999년 한나라당 부총재로 임명되면서 정치적 재기에 성공하였으며 2000년 열린 제16대 국회의원 총선거에서 한나라당 후보로 서울 강남갑에서 당선되었다. 
2002년 제16대 대통령 선거에서 한나라당 경선 후보로 출마하였으나, 이회창에게 밀려 2위로 낙선하였다. 그 후 대선 기간 이회창 후보의 선대위에서 공동 의장으로 임명되어 선거 운동을 총괄했고, 지지 유세에도 참여하였다. 그러나 이회창은 노무현에게 밀려 다시 2위로 낙선하였고, 이회창은 대선 패배 이후 정계은퇴를 선언했다.
이듬 해 참여정부가 출범하고 2003년 서청원 의원을 누르고 한나라당의 대표최고위원으로 선출되었다. 최병렬 대표는 취임 초창기에 '소장파' 로 불리던 오세훈, 남경필 의원 등을 당직에 등용하는 행보를 보였다. 그러나 소위 '독수리 5형제' 로 불리던 김부겸, 이부영, 김영춘, 이우재, 안영근 등 의원 5명이 노무현 대통령이 추진하던 개혁 신당에 합류하면서 당의 위기가 찾아왔다. 또한 2003년 말, 대선 당시 이회창 캠프가 대기업으로부터 받은 불법 대선자금에 대한 수사가 시작되면서 한나라당의 지지율은 폭락하였다. 이회창은 미국에서 체류 중 급거 귀국하여 한나라당 당사에서 사과성명을 발표하였으며, 최병렬은 이에 이회창에 대한 책임론을 거론하였으나 대선 당시 이회창 캠프에서 일했던 서청원 등 당내 이회창계 인사들의 거센 비판에 직면하기도 하였다.
노무현 대통령이 측근 비리 의혹에 대한 특검법안에 거부권을 행사하자, 최병렬은 국회 당회의실에서 8일동안 단식투쟁을 벌이기도 했다. 김영삼은 최병렬의 단식 현장에 방문하여 "굶으면 죽는 건 확실하다"는 뼈 있는 한 마디를 남겨 화제가 되기도 하였다. 2003년 12월 5일 특검법안이 국회에서 재가결되자 단식을 중단했다.
2004년 2월 9일, 최병렬 대표는 한화그룹으로부터 불법 정치자금을 받은 혐의로 구속 수감된 서청원 의원에 대한 석방결의안을 발의했고, 한나라당 주도로 결의안이 가결되면서 큰 논란이 벌어졌다. 열린우리당, 새천년민주당 등 야권으로부터 비판을 받은 것은 물론 남경필, 오세훈 등 당내 소장파들 역시 최병렬의 석방결의안 발의를 비판했다. 최병렬은 17대 총선의 공선심사위원장을 맡은 김문수로부터 불출마 권유를 받자, 대표직 사퇴 및 조기전당대회 개최를 약속하였다.
2004년 3월, 한나라당은 노무현 대통령에 대한 탄핵소추안을 발의하였다. 노무현 대통령이 기자클럽과의 간담회에서 열린우리당에 대한 총선에서의 지지를 호소했던 발언이 대통령의 선거 중립 의무를 위배했다는 것이 이유였다. 탄핵안은 새천년민주당과 한나라당이 공동 발의하여 자유민주연합, 민주국민당이 모두 발의에 동참하였으며 가 193표, 부 2표로 가결되었다. 최병렬은 한나라당 대표로서 탄핵안 통과를 주도하였고 탄핵 당일 국회 본회의에 참석하여 탄핵소추안에 찬성 투표를 하였다. 그러나 탄핵안 발의 직후 탄핵안 발의에 대한 거센 역풍이 불거져나왔고 한나라당의 지지율은 급격히 떨어졌다. 결국 최병렬은 2004년 3월 22일 대표직에서 사퇴하였으며, 사퇴와 동시에 정계를 은퇴하였다. 최병렬이 대표직을 사퇴한 뒤 열린 임시전당대회에서 박근혜가 한나라당의 새 대표로 선출되었고, 17대 총선에서 한나라당은 121석을 얻으며 탄핵 역풍 속에서도 개헌발의선을 저지하며 만족스러운 성적을 거두었다. 박근혜는 총선 이후 열린 전당대회에서 대표로 재선출되었다.
정계 은퇴 이후에는 한나라당의 상임고문직을 유지하며 보수 원로로 종종 등장하였으며 2022년 12월 2일, 삼성서울병원에서 노환으로 별세하였다.

## 학력
- 진주국민학교 졸업
- 진주중학교 졸업
- 부산고등학교 졸업
- 서울대학교 법과대학 학사
- 미국 서던캘리포니아 대학교 신문대학원 언론학 석사

## 약력
- 1959년 : 한국일보 기자
- 1963년 : 조선일보 기자
- 1974년 : 조선일보 정치부 부장
- 1979년 : 조선일보 사회부 부장
- 조선일보 편집부 국장
- 1980년 : 조선일보 편집국장
- 1981년 : 평화통일정책자문회의 자문위원
- 1983년 : 조선일보 이사장
- 1985년 4월 ~ 1988년 2월 : 제12대 민주정의당 국회의원
- 1988년 2월 : 노태우 대통령비서실 정무수석비서관
- 1988년 12월 ~ 1989년 12월 : 제12대 문화공보부 장관
- 1989년 12월 ~ 1990년 12월 : 제1대 공보처 장관
- 1990년 12월 ~ 1992년 6월 : 제8대 노동부 장관
- 1992년 5월 ~ 1994년 11월: 제14대 민주자유당 국회의원
- 1992년 12월 ~ 1993년 2월 : 김영삼 대통령직인수위원회 위원
- 1994년 11월 ~ 1995년 6월 : 제29대 서울특별시장(관선)
- 1996년 5월 ~ 1997년 11월 : 제15대 신한국당 국회의원
- 신한국당 당무위원
- 국회 국방위원회 위원
- 국회 정보위원회 위원
- 1997년 6월 ~ 1997년 7월 : 제15대 대통령 선거 신한국당 경선후보(1차 경선 탈락)
- 1997년 11월 ~ 1998년 4월 : 제15대 한나라당 국회의원
- 1997년 11월 ~ 1997년 12월 : 제15대 대통령 선거 한나라당 이회창 대통령 후보 선거대책본부 공동선거대책위원회 위원장
- 안전생활실천시민연합 공동대표
- 1998년 5월 ~ 1998년 6월 : 제2회 전국동시지방선거 서울특별시장 한나라당 후보(낙선)
- 1998년 : 한나라당 부총재
- 2000년 5월 ~ 2004년 5월 : 제16대 한나라당 국회의원
- 2002년 4월 ~ 2002년 5월 : 제16대 대통령 선거 한나라당 경선후보(최종 2위)
- 2003년 6월 ~ 2004년 3월 : 한나라당 대표최고위원
- 2003년 9월 ~ 2004년 3월 : 여의도연구소 이사장
- 2007년 8월 ~ 2012년 2월 : 한나라당 상임고문
- 2012년 2월 ~ 2017년 2월 : 새누리당 상임고문
- 2017년 2월 ~ 2020년 2월 : 자유한국당 상임고문
- 2020년 2월 ~ 2020년 9월 : 미래통합당 상임고문
- 2020년 9월 ~ 2022년 12월 : 국민의힘 상임고문
- 사단법인 안전생활실천시민연합 명예대표

## 역대 선거 결과
|  | 35.2% |

|  | 38.5% |

|  | 48.56% |

|  | 43.99% |

|  | 56.46% |

## 소속 정당
| 소속 정당 | 소속 정당  | 소속 기간 | 비고           |
| --------- | ---------- | --------- | -------------- |
|           | 민주정의당 | 1985~1990 | 정계 입문      |
|           | 민주자유당 | 1990~1995 | 합당           |
|           | 신한국당   | 1995~1997 | 당명 변경      |
|           | 한나라당   | 1997~2004 | 합당           |
|           | 무소속     | 2004~2007 | 탈당           |
|           | 한나라당   | 2007~2012 | 복당 정계 은퇴 |
|           | 새누리당   | 2012~2017 | 당명 변경      |
|           | 자유한국당 | 2017~2020 | 당명 변경      |
|           | 미래통합당 | 2020      | 합당           |
|           | 국민의힘   | 2020~2022 | 당명 변경 사망 |

## 같이 보기
- 대한민국 제12대 국회의원 선거 민주정의당 후보 목록#전국구
- 대한민국 제14대 국회의원 선거 민주자유당 후보 목록#전국구
- 서초구 갑
- 서울 서초구의 국회의원
- 강남구 갑
- 서울 강남구의 국회의원
- 대한민국의 문화체육관광부 장관
- 대한민국의 고용노동부 장관
- 서울특별시장

## 가족 관계
국회의원 최구식, BBK 특검을 담당한 검사 최재경, 천정배의 딸과 결혼한 최재만은 최병렬의 조카이다. 아들은 TV조선 앵커 최희준이다.

## 기타
1995년 공중파 방송국에서 드라마 《모래시계》가 방송되기 전까지는 광주 민주화 운동은 일반 시민들에게 실탄 발포, 시민군의 존재, 전남도청 점거 등은 철저히 감추어지며 평범한 민주화 시위 비슷한 범주로 광주사태라는 명칭으로 대수롭 않은 일로 알려졌다. 그래서 민주화 운동권 인사들을 제외한 일반 대중들의 1980년대 여당과 관련한 문제 의식은 12·12 군쿠데타 밖에 없었다.